# افغان‌ست ۱
افغان‌ست ۱ (به انگلیسی: Afghansat 1) با نام قبلی (Eutelsat W2M, Eutelsat 48B, Eutelsat 28B) ماهواره مخابراتی ساخته شده توسط شرکت یوتل‌ست است که توسط وزارت مخابرات و تکنولوژی معلوماتی افغانستان اداره می‌شود.

## پیشینه
یوتلست W2M، همانطور که در آن زمان نامگذاری شد، در اصل در ٢۰ دسامبر ٢۰۰٨ با موشک حامل آریان ٥ با فضاپیمای هات برِد ٩ پرتاب شد. طرح این ماهواره توسط آستریوم، براساس اتوبوس ماهواره آی-٣ک تهیه شده و توسط سازمان تحقیقات فضایی هند ساخته شد. برای اینکه بتواند با ٣٢ ترانسپوندر (باند IEEE Ku) ناتو خدمات ارتباطی را به اروپا، آفریقای شمالی و خاورمیانه ارائه دهد باید در مدار زمین‌ثابت در دمای ١۶ درجه سانتیگراد قرار بگیرد.
جرم (کتله) این ماهواره ٣،۴۶۰ کیلوگرم است و طول عمر برنامه ریزی شده آن ١٥ سال است. در ٢٨ ژانویه ٢۰۰٩، یوتلست اعلام کرد که ماهواره را تحویل نخواهد گرفت چون "شکل جزئی ای در زیر سیستم برق خود دارد."
جولیانو برتا، رئیس و مدیرعامل ارتباطات یوتلست در مورد این تصمیمات اظهار داشت: "وضعیت تأثیرگذار بر W2M ناامیدی جدی برای یوتلست است. با این حال، برای سالهای زیادی ما استراتژی ای را دنبال کردیم که بر اساس آن امنیت و گسترش منابع موجود در مدار خود را کاهش دهیم. برنامه سرمایه گذاری فعلی ما در نتیجه ترکیبی از تجدید زودهنگام ماهواره های عملیاتی، همراه با ایمن سازی ناوگان از طریق منابع پشتیبان به راحتی در دسترس و گسترش خدمات با ماهواره های بزرگتر است. این سیاست ما را در موقعیتی قرار می دهد که با وجود در دسترس نبودن W2M قادر به ارائه خدمات مداوم به مشتریان خود باشیم."
در همان روز یوتلست تأیید کرد که در دسترس نبودن W2M تاثیری بر هدایت گروه بیمه برای درآمد ٩۰۰ میلیون یورو ای سال ٢۰۰٨-٢۰۰٩ ندارد.
اگرچه یوتلست در ابتدا اعلام کرده بود که به دلیل خرابی جزئی سیستم برق، W2M در ناوگان ماهواره ای یوتلست ادغام نخواهد شد. پس از خرابی مدار یوتلست W2 در ژانویه ٢۰١۰، یوتلست تصمیم گرفت تا W2M را مجدداً در دمای ١۶ درجه سانتیگراد قرار دهد تا اینکه خدمات پشتیبان محدود برای ماهواره مدار شکست خورده W2 خود ارائه دهد. ماهواره از ٢٨.٥ درجه شرقی که درحال حرکت بود، دوباره منتقل شد.
در ماه ژانویه ٢۰١۴، وزارت ارتباطات و فناوری اطلاعات افغانستان توافقی را با استفاده از منابع ماهواره ای برای افزایش استقرار زیرساخت های ملی پخش و مخابرات افغانستان و همچنین ارتباط بین المللی آن با یوتلست منعقد کرد. یوتلست 48D از طیف گسترده ای از خدمات از جمله پخش، برقراری ارتباط تلفنی تلفن همراه و اتصال IP پشتیبانی می کند. وزیر امیرزی سنگین در مورد این توافقنامه گفت: "افغان ست ١ نقطه عطف جدید در توسعه بخش ICT افغانستان است که در ١٢ سال گذشته شاهد پوشش تلفن همراه ٨٨٪ بوده و ضریب نفوذ آن از صفر به ٧٥٪ رسیده است. از طریق صدور مجوز برای شش اپراتور، اشتغال بخش ICT برای بیش از ١٣٨،۰۰۰ نفر و بیش از ٢.١ میلیارد دلار سرمایه گذاری در اقتصاد ملی فراهم شده است. "  افغان ست ١ رسماً در ١۰ مه ٢۰١۴ با حداقل هفت سال خدمات در افغانستان آغاز به کار کرد. دولت افغانستان پس از هفت سال قصد دارد افغان ست ٢ را راه اندازی کند.